# Miętusi Skoruśniak

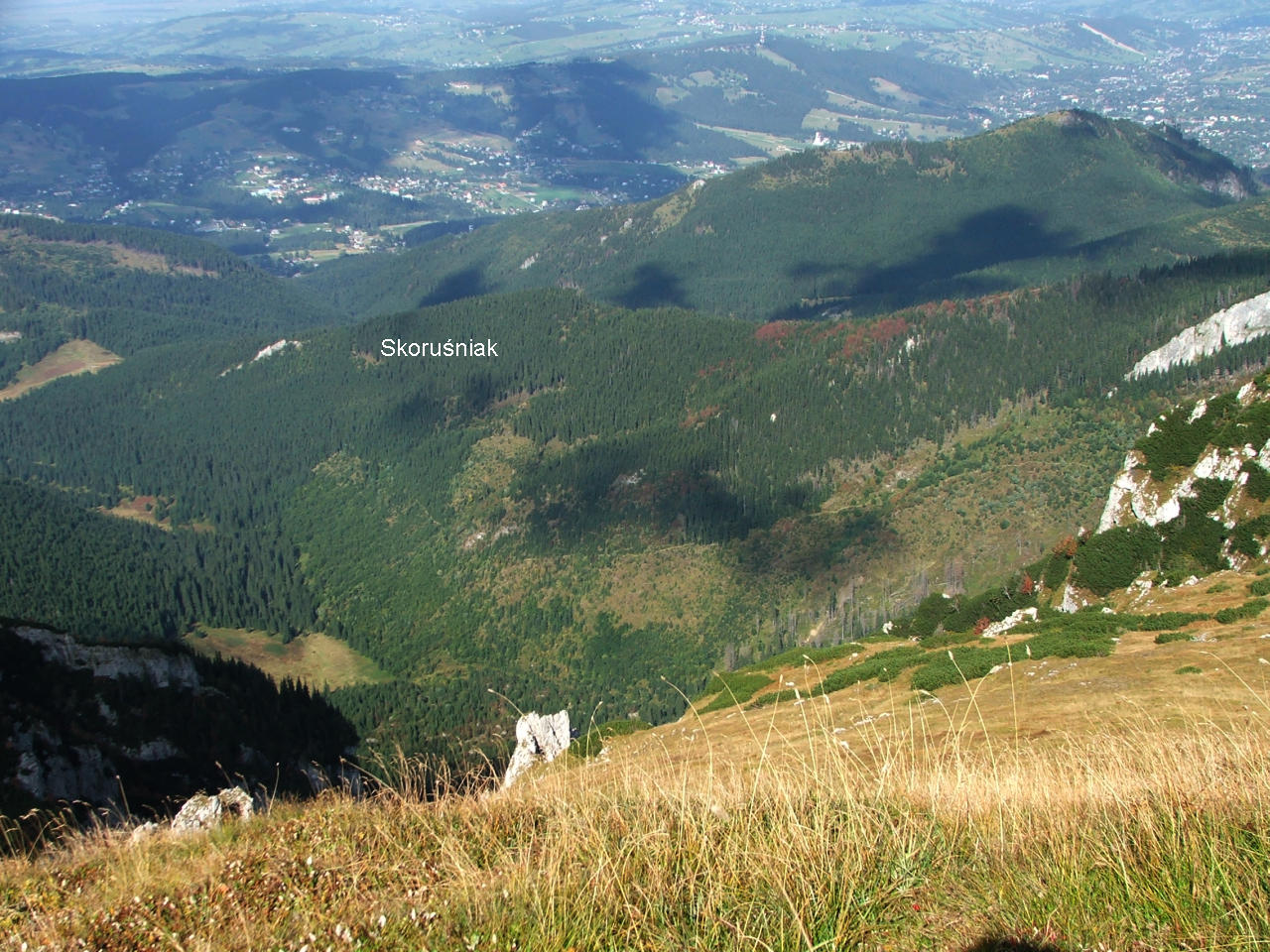
Grzbiet Skoruśniaka

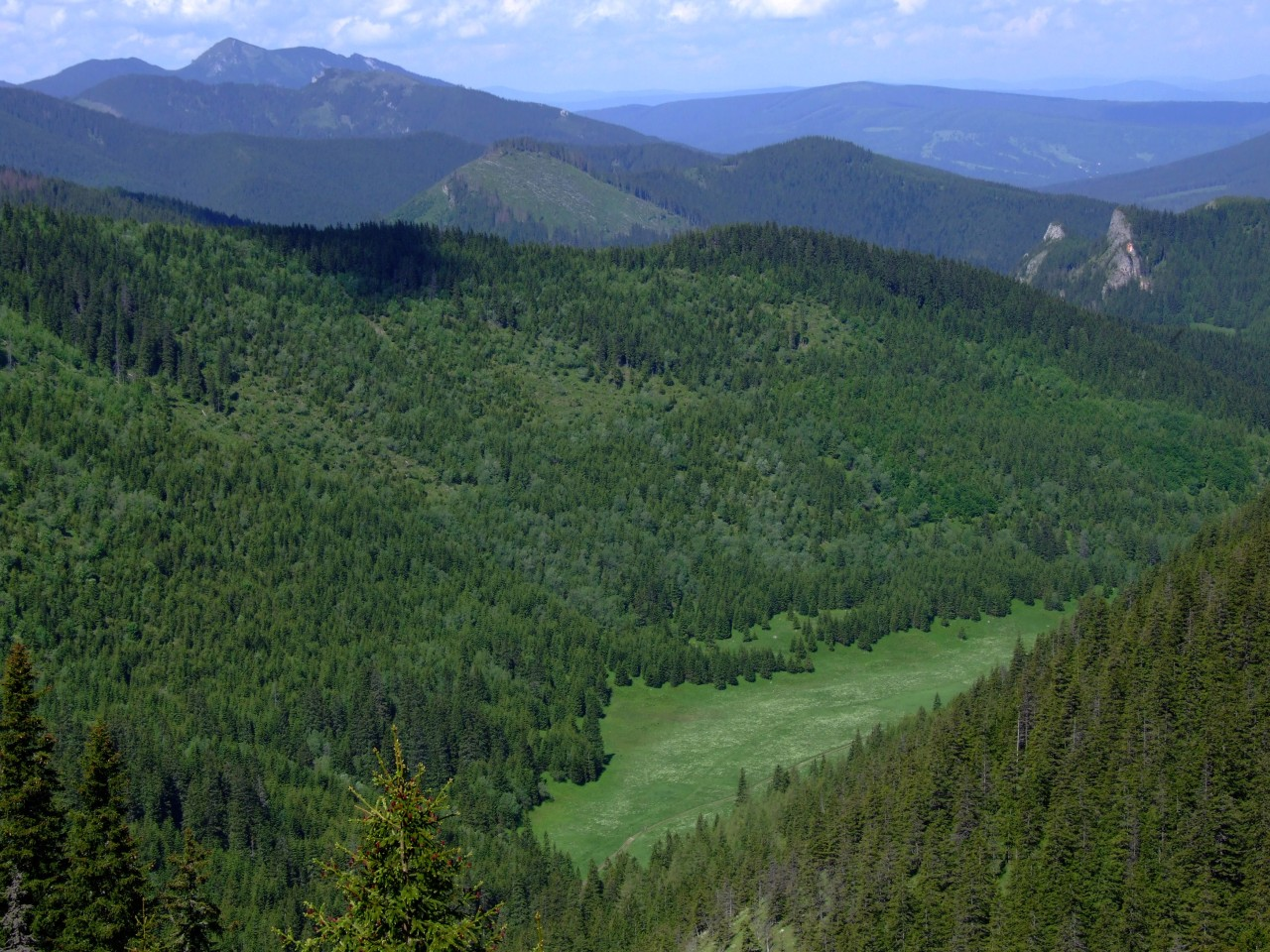
Dolina Małej Łąki i Skoruśniak, widok z Grzybowca

Skoruśniak lub Miętusi Skoruśniak – lesisty, długi grzbiet w pasmie reglowym Tatr Zachodnich, oddzielający dolną część Doliny Małej Łąki od Doliny Miętusiej. Dolną, północną jego granicę stanowi przełęcz Przysłop Miętusi (1187 m), od którego w kierunku południowym grzbiet Skoruśniaka stopniowo wznosi się (kolejne kulminacje mają wysokość 1355 m, 1369 m, 1503 m). Od strony południowej kończy się pasem skał zwanych Niedźwiedziem i Siwarową Przełęczą. Pomiędzy Niedźwiedziem a szczytem Skoruśniaka znajduje się jeszcze niewielka przełączka Niedźwiedzi Przechód.
Zachodnie zbocza Skoruśniaka opadają do polan reglowych; Niżniej i Wyżniej Miętusiej Równi. Jeszcze do 1860 r. istniała na nich kopalnia rudy żelaza zwana Miętusie Banie. Prowadziła do niej tzw. hawiarska droga, którą rudę zwożono do Kuźnic. Obecnie prowadzi nią szlak turystyczny na Małołączniaka przez Kobylarzowy Żleb. W dolnej części zboczy Skoruśniaka, tuż nad samą Wyżnią Miętusią Równią znajdowała się druga kopalnia zwana Wantule, wydobywana z niej ruda żelaza pokrywała ok. 1800 r. 50% zapotrzebowania huty w Kuźnicach. Strome zbocza wschodnie opadają do Wielkiej Polany Małołąckiej. W nich również znajdowała się obecnie już niewidoczna droga, która prowadziła do sztolni Małołąckie Banie, w których niegdyś również wydobywano rudę żelaza.
Dawniej zbocza Skoruśniaka były ogołocone z lasu, wypasane i silnie zniszczone wskutek erozji spowodowanej nadmiernym wypasem. Były to tereny pasterskie Hali Miętusiej (zbocza zachodnie) i Hali Mała Łąka (zbocza wschodnie). Po włączeniu tych terenów do obszaru TPN i zniesieniu pasterstwa uległy zalesieniu. W 1968 r. halny zniszczył drzewostan Skoruśniaka, obecnie już odnowił się on.
Z rzadkich w Polsce roślin podano na Skoruśniaku występowanie storzana bezlistnego (ale na podanym stanowisku wyginął).

## Szlaki turystyczne
– czarny od Doliny Małej Łąki przez Przysłop Miętusi do Doliny Kościeliskiej (tzw. Ścieżka nad Reglami).
- Czas przejścia z Polany Małołąckiej na Przysłop Miętusi: 15 min w obie strony
- Czas przejścia z przełęczy do Doliny Kościeliskiej: 40 min, ↑ 50 min

 – niebieski od wylotu Doliny Małej Łąki poprzez Przysłop Miętusi i Kobylarzowy Żleb na Czerwone Wierchy (Małołączniak). Prowadzi on zachodnimi zboczami Skoruśniaka.
- Czas przejścia z Gronika na Przysłop Miętusi: 1 h, ↓ 45 min
- Czas przejścia z przełęczy na Małołączniak: 3 h, ↓ 2:15 h.